# 2010 en Islande
Chronologie de l'Islande
- 2006
- 2007
- 2008
- 2009
- 2010
- 2011
- 2012
- 2013
- 2014

Cet article présente les faits marquants de l'année 2010 en Islande.

## Évènements
- Mardi 5 janvier 2010 : le président islandais rejette l'accord de l'Union européenne prévoyant le remboursement progressif des dettes au Royaume-Uni et aux Pays-Bas.

- Samedi 6 mars 2010 : le référendum sur la ratification de l'accord d'août 2009, par lequel l'Islande s'engage à rembourser les 3,9 milliards d'euros avancées par le Royaume-Uni et les Pays-Bas pour le renflouement de la banque Icesave, est rejeté par 93,3 % des voix exprimées.

- Mercredi 14 avril 2010 : le volcan Eyjafjallajökull, entre en éruption. Son nuage de cendre s'élève à 8 km d'altitude et dérive vers l'est et le sud de l'Europe, ce qui entraîne dès le lendemain la fermeture en cascade des espaces aériens européens et la quasi-paralysie du trafic pendant plusieurs jours.

- Jeudi 17 juin 2010  : l'Islande devient officiellement candidate à l'adhésion à l'Union européenne.